# Swartzia huallagae
Swartzia huallagae là một loài thực vật có hoa trong họ Đậu. Loài này được D.R.Simpson miêu tả khoa học đầu tiên.